# 참존
참존은 대한민국의 기업이며, 약사 출신인 김광석이 설립하였다. 설립 당시의 사명은 부한화장품이며, 1993년에 사명을 참존으로 변경하였다.

## 개요
1986년 창립하였으며, 피부과학 연구에 매진하여 기초화장품 전문기업으로 자리잡았다. 1992년 국내 최초로 일본 후생성 판매허가 획득을 통해 일본시장에 진출하였으며, 1994년 국내 항공사 기내면세품으로 채택되었다. 2001년에는 한국능률협회에서 주관하는 한국산업 브랜드파워 여성화장품부문 1위를 수상하였고, 2013년 중국 4대 항공사 기내면세품 채택, 2015년 홍콩 하비니콜스 백화점 입점 등을 이루어냈다.

## 사건

### 유동성위기[1]
2015년, 참존은 인천국제공항 면세점 사업에 도전하면서 장미빛 전망을 내놨다. 인천국제공항공사에 5년간 낼 임차료는 2032억원을 제시하며 통 크게 약속했다. 그러나 보증보험사가 참존에 보증을 거부하면서 상황은 급변했다. 참존은 임대보증금 277억을 내지 못해 면세점 사업권을 잃었고 입찰보증금으로 낸 102억원도 돌려받지 못했다. 참존 지난해 매출액(644억7500만원)의 6분의 1에 해당하는 금액이다. 참존의 지난해 매출은 전년 대비 11%가량 떨어졌고 영업손실과 당기순손실은 각각 51억원, 92억원을 기록했다. 4년 만에 적자로 돌아섰다.
2015년 7월 15일 참존은 이달 15일 서울 강남구 청담동 100-6번지 지상 5층 빌딩을 후크엔터테인먼트에 150억원에 매각했다. 참존은 2015년 4월에도 청담동 106-16번지 사옥을 SM엔터테인먼트에 230억원에 팔았다. 2016년 6월에는 대치동 1008-3번지 참존 사옥을 600억원에 팔았다.
2019년 11월  ‘플루터스트리니티 코스메틱제1호’는 김 전 회장의 주식 70만주(92.31%)를 취득해 100% 주주가 됐다.

## 브랜드
- 디알프로그
- 참인셀
- 플레지엄
- 디에이지
- 알바트로스
- 스카이맨
- 탑클래스
- 콘트롤크림
- 스카이맨
- 스네일링클리커버
- 징코
- 메디셀
- 탑스타일 어드밴스
- 스킨타운
- 희부탄
- 링클리어
- 보화선
- 탑뉴스 지이 이엑스 골드 트러플
- 리파인
- 지안